# Битка код Сасиретија
Битка код Сасиретија (грузијски:სასირეთის ბრძოლა) одиграла се 1042. године код села Сасирети у данашњем Шида Картли региону, недалеко од града Каспи, за време грађанског рата у Грузијској краљевини. Што је довело до коначног пораза војске краља Баграта IV од стране побуњених феудалниог господара Липарита IV, војводе од Клдекарија.
Сукоб између Баграта IV и његовог бившег генерала, Липарита Багавашија, моћног војводе од Клдериа, избио је за време њиховог похода на Грузијски град Тбилиси (1037–1040), којим су владали емири Тбилиског емирата. Краљ је посаветован, од стране Липаритових противника, постигао мир са Емиром Али ибн-Џафаром, иначе заклетим непријатељем војводе, 1040. год. Лапарит се у знак одмазде, побунио и чврсто решио да на престо постави Деметра, Багратовог полубрата. Међутим није имао успеаха у овоме, па је окончао своја непријатељства са Багратом примајући титулу Великог војводе од Картлија, али је морао да преда свог сина Ивана као таоца краљу. Убрзо након тога Лапарит је поново дигао побуну тражећи помоћ од Византије. Подржан од стране визанијских снага и снага Кахетија(краљевства у источној Грузији) успео је да ослободи свог сина и поново позове претендента на престо принца Деметрија да се крунише за краља. Он је касије преминуо, још на почетку самог рата, али је Липарит наставио да води борбе против краљевих снага.
Краљевској војсци којом је командовао краљ Баграт придружио се Варјашки одред од 1000 бораца, који су представаљали највероватније део експедиције Шведских викинга, предвођене Ингваром-Путником. Према једној старој Грузијској хроници, искрцали су се код Башија, иначе месту ушћа реке Риони, у западној Грузији.
Две војске су започеле одлучујућу бику у близини села Сасирети, у источној Грузији, у пролеће 1042. године. У жестоким борбама, краљевска војска је поражена и приморана да се повуче на запад. Липарит је заузео кључну тврђаву Ардануч чиме је постао практично незванични владар јужних и источних провинција Грузије. Поражен у бици, краљ Баграт није био у могућности да поврати свој утицај у краљевству све до 1059. године, након чега је приморао одметнутог војводу Липарта да оде у изгнаство у Цариград.